# دادرا وناغار هافيلي ودامان وديو
دادرا وناجار هافلي ودمن وديو هو إقليم اتحادي هندي، أنشئ عن طريق دمج أراضي إقليمي دادرا وناجار هافلي ودمن وديو الاتحادين. أعلنت حكومة الهند عن خطط هذا الاندماج في يوليو 2019 وأقرت التشريعات اللازمة في برلمان الهند في ديسمبر 2019 وبدأ تنفيذها في 26 يناير 2020. تتألف المنطقة من أربع كيانات جغرافية مستقلة: دادرا وناجار هافيلي ودمن وجزيرة ديو. كانت هذه المناطق الأربعة جزءًا من الهند البرتغالية سابقًا وكانت تدار من بانجيم في غوا. انتقلت الهند البرتغالية إلى السيادة الهندية في منتصف القرن العشرين، فصلت المنطقة عن غوا عندم أصبحت ولاية بعد الحملة الكونكانية في عام 1987. العاصمة الحالية هي دمن وأكبر مدنها هي سيلفاسا.

## التاريخ

خريطة دادرا وناجار هافلي ودمن وديو وموقعها العام بالهند.

استعمرت البرتغال دمن وديو في العقد 1520 ودادرا وناجار هافيلي في عام 1779 واستمور تحت السيطرة البرتغالية حتى ضم الجيش الهندي الأولى (دمن وديو) في 19 ديسمبر 1961 والثانية في 11 أغسطس 1961. اعترفت البرتغال رسميًا بالسيادة الهندية على هذه المناطق بعد ثورة القرنفل في عام 1974. ووقع البلدان معاهدة بهذا الشأن في 31 ديسمبر 1974.
أدارت الهند دمن وديو كجزء من إقليم غوا ودامان وديو الاتحادية بين عامي 1962 و1987، قبل أن تصبح كل منهما منطقة اتحادية منفصلة عندما أصبحت غوا ولاية.
اقترحت الحكومة الهندية دمج الإقليمين في إقليم اتحادي واحد في يوليو 2019 لتقليل الخدمات المكررة ولخفض التكاليف الإدارية. وقدم مشروع قانون دادرا ونجر هافلي ودمن وديو (دمج أراضي الاتحاد) لعام 2019 إلى البرلمان الهندي في 26 نوفمبر 2019 ووافق عليه رئيس الهند في 9 ديسمبر 2019. وكانت المنطقتان الاتحاديتان تشتركان بالفعل في مسؤول مشترك ومسؤولين حكوميين واختيرت مدينة دمن لتكون عاصمة الإقليم الاتحادي الموحد الجديد. وحددت الحكومة الهندية تاريخ بدء العمل بالقانون الجديد في 26 يناير 2020.

## السكان
أغلب سكان الإقليم من الهندوس وتوجد أقلية أقليات مسلمة ومسيحية. تشكل القبائل المجدوبة حوالي ثلث السكان أكبرها الفارلي والدوديا والدوبلا.